# I Lay My Love on You
"I Lay My Love on You" là bài hát của Westlife, phát hành vào tháng 3 năm 2001 từ album Coast to Coast. Nó được phát hành ở Úc, Đông Nam Á và các nước châu Âu trừ Vương quốc Anh và Ireland.

## Thông tin
Trên MTV Asia Hitlist, bài hát đã đạt được vị trí quán quân, trở thành đĩa đơn quán quân thứ tư của nhóm trên bảng xếp hạng này.
Nhóm cũng đã thu một phiên bản tiếng Tây Ban Nha của bài hát với tên "En Ti Deje Mi Amor" và đã được phát hành làm đĩa đơn ở các nước nói thứ tiếng này.
Tại Việt Nam, nhóm nhạc GMC cũng đã trình bày bài hát này với tựa đề "Tình anh trao em", phần lời tiếng Việt của nhạc sĩ Trung Nghĩa viết, được phát trong chương trình Nhóm Ca Và Bạn Trẻ tháng 3 năm 2004 trên sóng HTV7 Đài Truyền hình Thành phố Hồ Chí Minh.

## Danh sách track
1. I Lay My Love On You (Single Remix) - 3:29
2. Dreams Come True - 3:07
3. My Love (Radio Edit) - 3:52
4. Nothing is Impossible - 3:15

## Xếp hạng
| Bảng xếp hạng                    | Vị trí cao nhất |
| -------------------------------- | --------------- |
| Australian Singles Chart         | 29              |
| Ö3 Austria Top 40                | 23              |
| Belgian (Flanders) Singles Chart | 35              |
| Dutch Top 40                     | 12              |
| German Singles Chart             | 50              |
| New Zealand Singles Chart        | 24              |
| Norwegian Singles Chart          | 16              |
| Swedish Singles Chart            | 10              |
| Swiss Singles Chart              | 39              |